# 弗里敦
弗里敦（英語：Freetown），是西非國家塞拉利昂共和國的首都，经济、文化中心，亦是該國的最大城市。位於大西洋岸邊的弗里敦半島（Freetown Peninsula），2004年人口有1,070,200人。它不仅是塞拉利昂主要出口港口，更是西非最大的天然良港，其經濟主要與港口有關。弗里敦主要工業包括鑽石切割和食品工業。

## 历史

### 自由省时期（1787－1789）
弗里敦最早的聚落形成于17世纪。1787年英国殖民主义者在废奴主义者格伦维尔·夏普的赞助下，将400名自由黑奴由英国本土移居至此。他们从当地国王汤姆手中买来土地，建立了自由省。但实际上由于欧洲人和当地国王对条约的理解不同，产生了争端，直至继任者吉米国王将定居点烧成了平地。另有一说认为英国实际上在此处建立的是黑奴贸易的据点。

### 殖民地时期

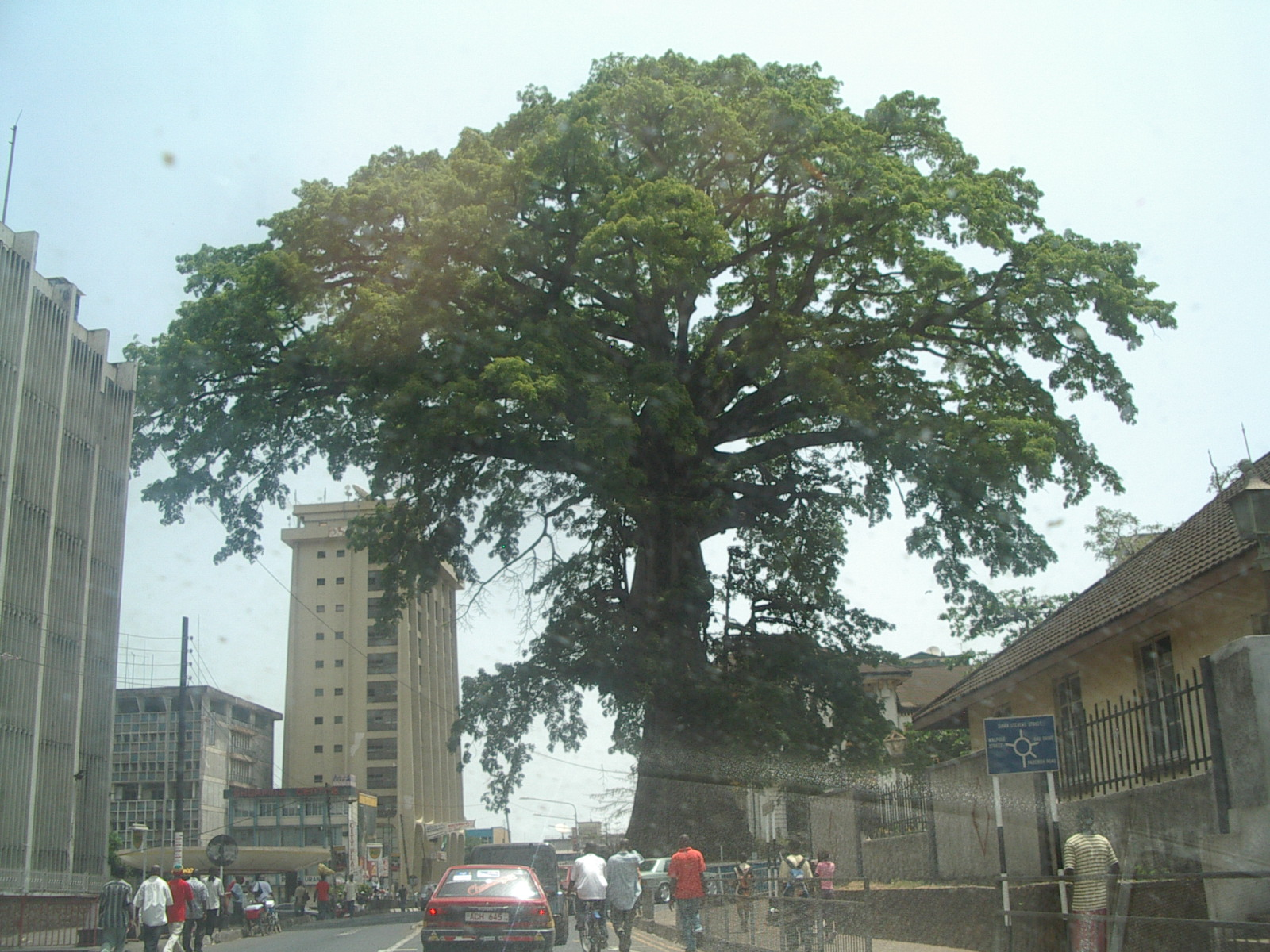
弗里敦城市象征：棉花树。据说无数奴隶曾在此被贩卖

1794年法国曾侵入弗里敦，后又新斯科舍移民重建。1800年，新斯科舍移民起义，其后到来的牙买加人将其镇压。1808年，英国控制了弗里敦并使她成为了英国殖民地。随后进行的领土扩张，形成了今日塞拉利昂的雏形，也让弗里敦在成为了英属西非领地的行政中心并直至1874年。

### 独立后
1961年4月27日塞拉利昂独立后即为新国家的首都。
在1990年代初期，反对派领导人福迪·桑科成立了武装反政府组织“革命联合阵线”，长达十余年的塞拉利昂内战爆发。内战给塞拉利昂人民带来了无尽的苦难。“联阵”占领钻石产区并通过走私钻石获得军饷，于1999年1月6日攻入弗里敦，并占领了总统府。2000年5月，原宗主国英国派出特种部队稳定首都局势，并促使朝野双方谈判。一年半后的2002年1月18日，塞拉利昂总统卡巴宣布，这个国家持续10年的内战正式结束。

## 经济

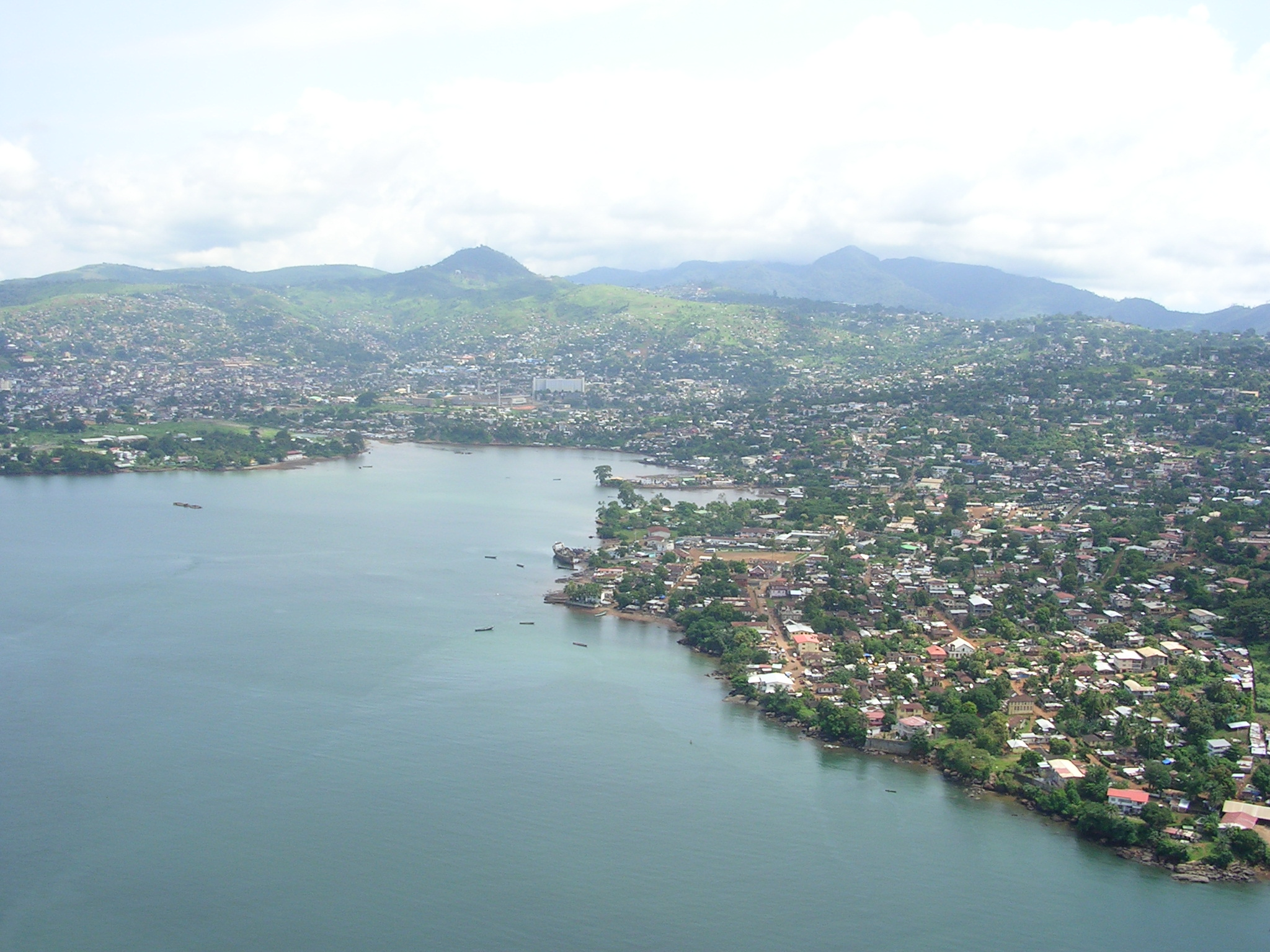
俯瞰该市，2004年

弗里敦是塞拉利昂的商业中心，工业主要包括钻石加工、食品加工（魚類加工、碾米、煉油）、卷煙業、涂料生产和制鞋业等。出口物资主要有棕油、棕仁、可可、咖啡、生姜和可乐果，还有铁矿石与铝土矿。旅游业发达。古玛大坝解决了弗里敦的缺水问题，并提供丰富电力。

## 气候
弗里敦属于热带季风气候，雨季从5月持续到10月，期间经常下暴风雨。

## 交通
塞拉利昂交通中心。塞拉利昂河对岸的隆吉有全国唯一的国际机场。而市内的Aberdeen拥有直升机机场。

## 居民

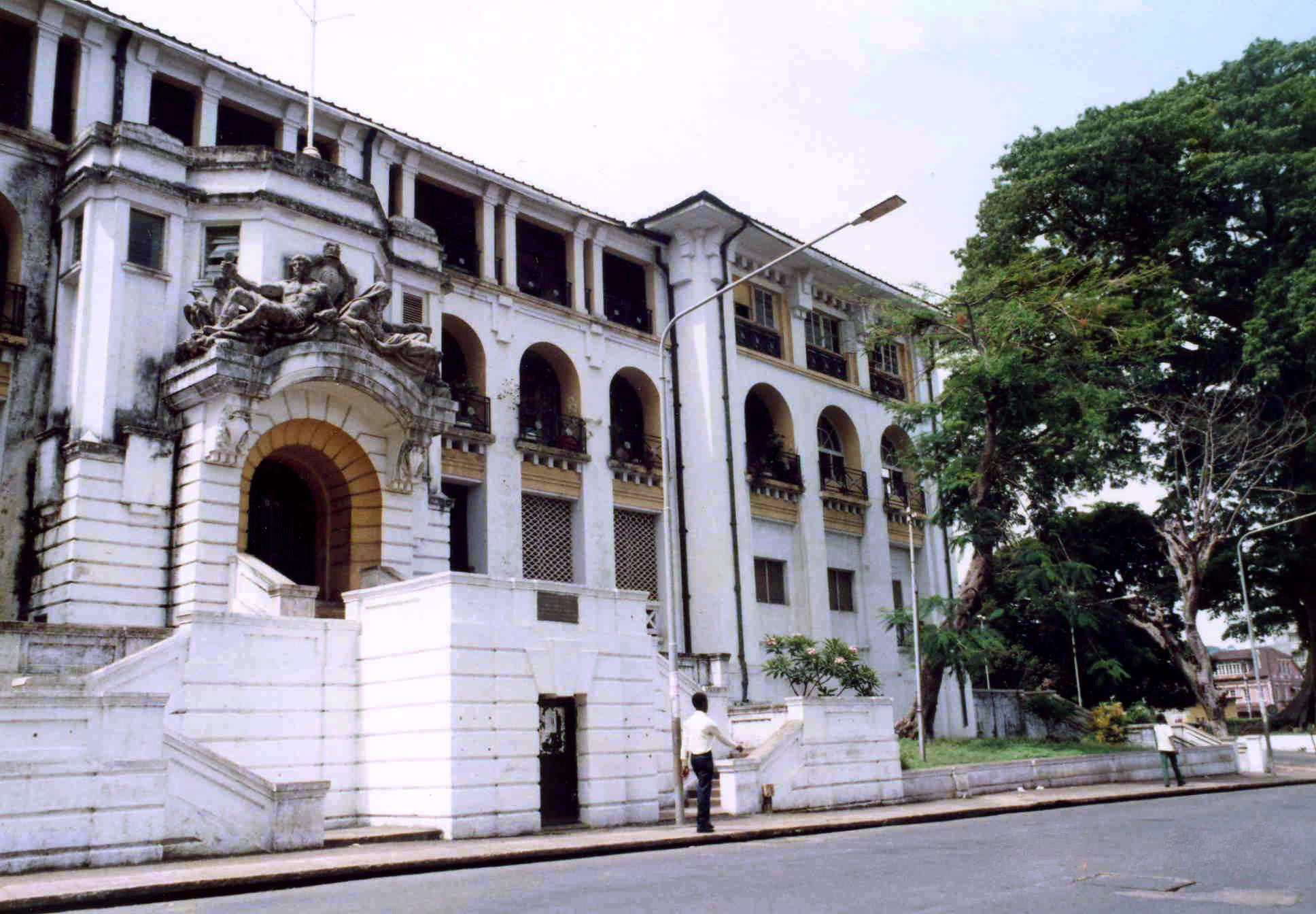
棉花树旁的弗里敦法院

2004年人口预计有107.02万，占塞拉利昂全国人口16.1%。克里奥语为弗里敦的通用语。

### 信仰
伊斯兰教占全市人信仰的55%，基督教占40%。市内有清真寺和教堂。

### 犯罪
在2002年内战结束前，弗里敦犯罪率较高，之后治安较好，但仍有包括抢劫、谋杀、入室抢劫等严重犯罪。

## 文化娱乐
塞拉利昂国家博物馆收藏历史文物，以及传统的木雕和石雕。

## 教育
- 塞拉利昂大学弗拉灣學院（Fourah Bay College）——西非最古老的大学，建立于1827年。

另有恩加拉大学（1965年）、马尔盖师范学院、弗里敦教师学院等高等院校。

## 友好城市
- 中华人民共和国安徽省合肥市
- 中华人民共和国江西省赣州市
- 英國赫爾